# Torre Sciuta
La Torre Sciuta (in maltese Torri ta' Xuta), anche nota come Torre Sciutu (Torri ta' Xutu) o più propriamente come Torre di Wied iż-Żurrieq (Torri ta' Wied iż-Żurrieq) è una piccola torre di avvistamento situata sulla costa di Qrendi, sull'isola di Malta. Fu completata nel 1638 e restaurata di recente su iniziativa dell'associazione per i beni culturali in Din l-Art Ħelwa.

## Storia
La Torre Sciutu, una delle tante volute dal cavaliere Giovanni Paolo Lascaris, fu costruita tra il 1637 e il 1638 presso Wied iż-Żurrieq, località interna alla cittadina di Qrendi, al posto di una precedente struttura medievale. In seguito è stata presa a modello per la realizzazione delle torri del cavaliere De Redin (risalenti al 1658-1659). Al suo interno contiene due stanze ed in quella superiore è conservato un cannone originale del XVII secolo. Dalla stanza superiore proviene la ventilazione.
Dopo l'invasione britannica di Malta nel 1800, la Torre Sciuta rimase in uso con una guardia fornita dal Royal Malta Fencible Regiment e successivamente dalla Royal Malta Fencible Artillery. Fu abbandonata nel 1873 e, seppur in cattivo stato, recuperata dalla polizia costiera durante la Seconda guerra mondiale, organo che continuò ad amministrarla come stazione di polizia fino al 2002.
Nel marzo 2013 l'associazione per i beni culturali locali Din l-Art Ħelwa venne incaricata dal governo di preservare la torre per un periodo di almeno dieci anni. Nel settembre 2014 presero il via i lavori di pulizia e ristrutturazione con l'aiuto di volontari e degli scout di Qrendi. Il restauro fu concluso nel 2016 e l'inaugurazione e apertura al pubblico risalgono al 2019.

## Bibliografia

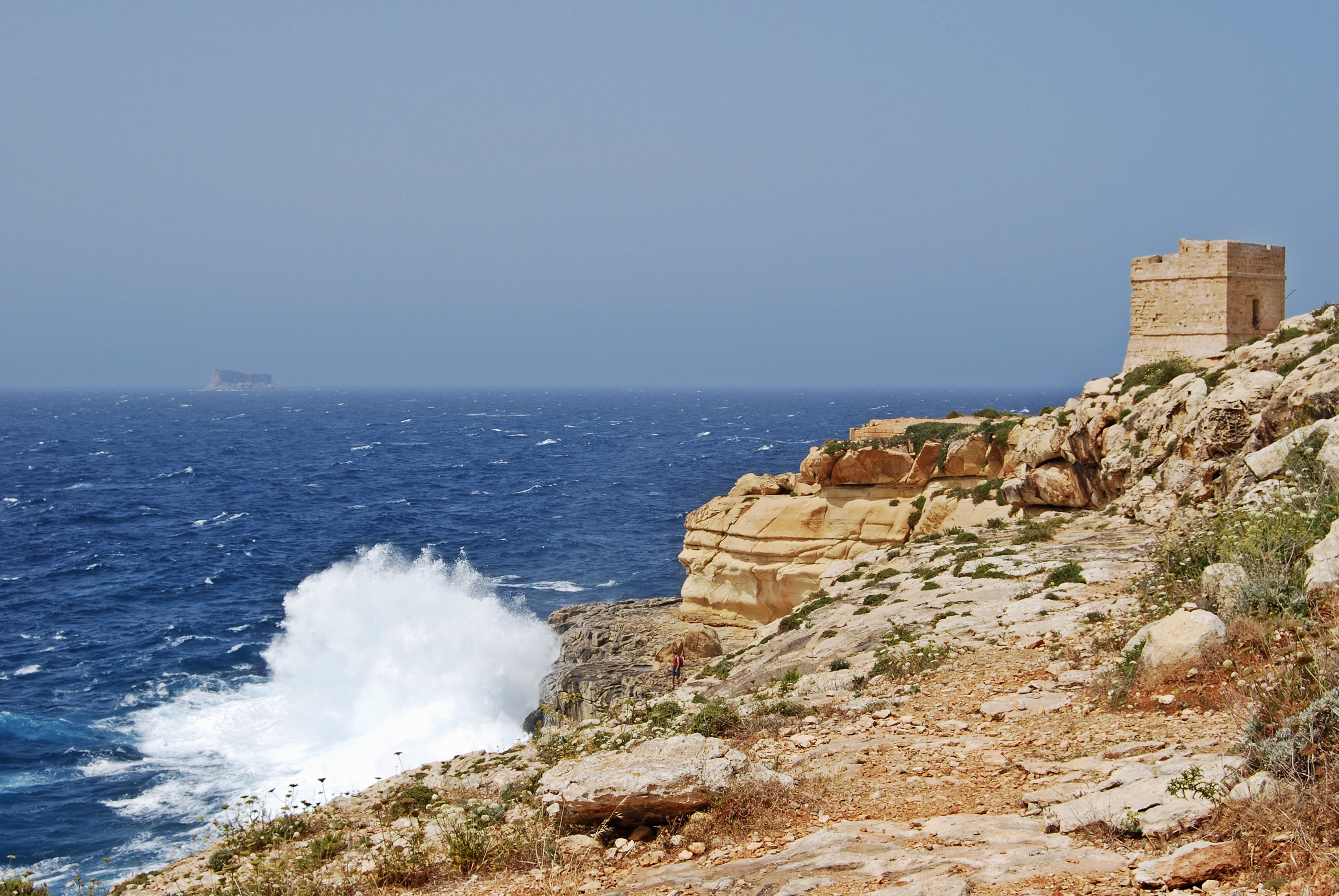
La torre vista da est